# Список епізодів серіалу Зоряний шлях: Глибокий космос 9
У даному переліку представлено список епізодів третього серіалу Зоряного шляху — «Глибокий космос 9». Прем'єра відбулася 3 січня 1993 року двогодинним епізодом «Емісар». Показ завершився 2 червня 1999 року двогодинним епізодом «Те, що ти втрачаєш».
Третій серіал Зоряного шляху включає в себе 176 епізодів, показаних за 7 сезонів. Три епізоди серіалу («Емісар», «Шлях Воїна», і «Те, що ти втрачаєш») в первісному показі демонструвалися як двогодинні епізоди, але згодом для повторного показу були перероблені в подвійні одногодинні епізоди. Епізоди перераховані в хронологічному порядку з датою прем'єрного показу.
Сезон 1 (1993)
| № п/п | № в сезоні | Назва                                             | Режисер          | Сценарист                                                        | Оригінальний показ |
| ----- | ---------- | ------------------------------------------------- | ---------------- | ---------------------------------------------------------------- | ------------------ |
| 1—2   | 1—2        | «Emissary» «Емісар»                               | Девід Карсон     | Майкл Піллер, Рік Берман                                         | 3 січня 1993       |
| 3     | 3          | «Past Prologue» «Справи минулого»                 | Вінрі Колб       | Кетрін Мішеліан Пауерс                                           | 10 січня 1993      |
| 4     | 4          | «A Man Alone» «Всього лише людина»                | Пол Лінч         | Гералд Санфорд, Майкл Піллер                                     | 17 січня 1993      |
| 5     | 5          | «Babel» «Вавилон»                                 | Пол Лінч         | Саллі Кавес, Айра Стівен Бер, Майкл МакГріві, Нарен Шанкар       | 24 січня 1993      |
| 6     | 6          | «Captive Pursuit» «Гонка з переслідуванням»       | Коррей Аллен     | Джилл Шерман, Майкл Піллер                                       | 31 січня 1993      |
| 7     | 7          | «Q-Less» «Невиліковний»                           | Пол Лінч         | Ханна Льюїс Шерер, Роберт Хевит Вольф                            | 7 лютого 1993      |
| 8     | 8          | «Dax» «Дакс»                                      | Девід Карсон     | Пітер Алан Філдс, Д. С. Фонтана                                  | 14 лютого 1993     |
| 9     | 9          | «The Passenger» «Пасажир»                         | Пол Лінч         | Морган Гендель, Роберт Хевіт Вольф, Майкл Піллер                 | 22 лютого 1993     |
| 10    | 10         | «Move Along Home» «Довга дорога додому»           | Девід Карсон     | Майкл Піллер, Ліза Річ, Джейн Керрікан-Фаучі, Фредерік Раппапорт | 14 березня 1993    |
| 11    | 11         | «The Nagus» «Великий Нагус»                       | Девід Лівінгстон | Девід Лівінгстон, Айра Стівер Бер                                | 21 березня 1993    |
| 12    | 12         | «Vortex» «Вир»                                    | Вінрі Колб       | Сем Рольф                                                        | 18 квітня 1993     |
| 13    | 13         | «Battle Lines» «Лінія фронту»                     | Пол Лінч         | Хіларі Дж. Бадер, Річард Данус, Еван Керолс Сомерс               | 25 квітня 1993     |
| 14    | 14         | «The Storyteller» «Казкар»                        | Девід Лівінгстон | Курт Майкл Бенсміллер, Айра Стівер Бер                           | 2 травня 1993      |
| 15    | 15         | «Progress» «Прогрес»                              | Лес Ландау       | Пітер Аллан Філдс                                                | 8 травня 1993      |
| 16    | 16         | «If Wishes Were Horses» «Мої думки - мої скакуни» | Роберт Легато    | Нейл МакКі Крюворд, Вільям Л.Крюворд, Майкл Піллер               | 16 травня 1993     |
| 17    | 17         | «The Forsaken» «Відмова»                          | Лес Ландау       | Джим Тромбетта, Дон Карлос Дунавей, Майкл Піллер                 | 23 травня 1993     |
| 18    | 18         | «Dramatis Personae» «Драматичні актори»           | Кліфф Бол        | Джо Меноскі                                                      | 30 травня 1993     |
| 19    | 19         | «Duet» «Дует»                                     | Джеймс Л.Конвей  | Ліза Річ, Джейн Керріган-Фаучі, Пітер Аллан Філдс                | 13 червня 1993     |
| 20    | 20         | «In the Hands of the Prophets» «В руках пророків» | Девід Лівінгстон | Роберт Х'юїт Вольф                                               | 20 червня 1993     |

Сезон 2 (1993—1994)
| № п/п | № в сезоні | Назва                                        | Режисер           | Сценарист                                                    | Оригінальний показ |
| ----- | ---------- | -------------------------------------------- | ----------------- | ------------------------------------------------------------ | ------------------ |
| 1     | 21         | «The Homecoming» «Повернення додому»         | Вінріх Колб       | Айра Стівен Бер, Джері Тейлор                                | 26 вересня 1993    |
| 2     | 22         | «The Circle» «Коло»                          | Корей Аллен       | Пітер Аллан Філдс                                            | 3 жовтня 1993      |
| 3     | 23         | «The Siege» «Блокада»                        | Вінріх Колб       | Майкл Піллер                                                 | 10 жовтня 1993     |
| 4     | 24         | «Invasive Procedures» «Процедура вторгнення» | Лес Ландау        | Джон Велплей, Роберт Хевіт Вольф                             | 17 жовтня 1993     |
| 5     | 25         | «Cardassians» «Кардасіанці»                  | Кліф Бол          | Джин Воланд, Джон Врайт, Джеймс Крокер                       | 24 жовтня 1993     |
| 6     | 26         | «Melora» «Мелора»                            | Вінріх Колб       | Еван Карлос Сомерс, Стівен Баум, Майкл Піллер, Джеймс Крокер | 31 жовтня 1993     |
| 7     | 27         | «Rules of Acquisition» «Правила винаходу»    | Девід Лівінгстон  | Айра Стівен Бер                                              | 7 листопада 1993   |
| 8     | 28         | «Necessary Evil» «Необхідне зло»             | Джеймс Л.Конвей   | Пітер Аллан Філдс                                            | 14 листопада 1993  |
| 9     | 29         | «Second Sight» «Другий погляд»               | Александер Сінгер | Марк Геред-О’Коннел, Айра Стівен Бер, Роберт Хевіт Вольф     | 21 листопада 1993  |
| 10    | 30         | «Sanctuary» «Святилище»                      | Лес Ландау        | Келлі Міілес, Геби Ессо, Фредерік Раппапорт                  | 28 листопада 1993  |
| 11    | 31         | «Rivals» «Суперники»                         | Девід Лівінгстон  | Джо Меноскі                                                  | 2 січня 1994       |
| 12    | 32         | «The Alternate» «Альтернатива»               | Пол Лінч          | Білл Діал, Джим Тромбетта                                    | 9 січня 1994       |
| 13    | 33         | «Armageddon Game» «Гра в Армагеддон»         | Вінріх Колб       | Морган Гендел, Айра Стівен Бер, Джеймс Крокер                | 30 січня 1994      |
| 14    | 34         | «Whispers» «Шепіт»                           | Лес Ландау        | Пол Роберт Койл                                              | 6 лютого 1994      |
| 15    | 35         | «Paradise» «Рай»                             | Корі Аллен        | Джим Тромбетта, Джеймс Крокер                                | 13 лютого 1994     |
| 16    | 36         | «Shadowplay» «Гра тіней»                     | Роберт Шеерер     | Роберт Х'юїтт Вулф                                           | 20 лютого 1994     |
| 17    | 37         | «Playing God» «Божі задуми»                  | Девід Лівінгстон  | Майкл Піллер, Джим Тромбетта                                 | 27 лютого 1994     |
| 18    | 38         | «Profit and Loss» «Прибутки та збитки»       | Роберт Вімер      | Фліп Коблер, Сінді Маркус                                    | 20 березня 1994    |
| 19    | 39         | «Blood Oath» «Кровна клятва»                 | Вінріх Колб       | Пітер Аллан Філдс                                            | 27 березня 1994    |
| 20    | 40         | «The Maquis, Part I» «Макі-1»                | Девід Лівінгстон  | Джері Тейлор, Майкл Піллер, Рік Берман, Джеймс Крокер        | 24 квітня 1994     |
| 21    | 41         | «The Maquis, Part II» «Макі-2»               | Корі Аллен        | Джері Тейлор, Майкл Піллер, Рік Берман, Айра Стівен Бер      | 1 травня 1994      |
| 22    | 42         | «The Wire» «Дріт»                            | Кім Фрідман       | Роберт Х'юїт Вулф                                            | 8 травня 1994      |
| 23    | 43         | «Crossover» «Кросовер»                       | Девід Лівінгстон  | Пітер Аллан Філдс, Майкл Піллер                              | 15 травня 1995     |
| 24    | 44         | «The Collaborator» «Колаборатор»             | Кліфф Бол         | Гарі Холланд, Айра Стівен Бер, Роберт Хевіт Вольф            | 22 травня 1994     |
| 25    | 45         | «Tribunal» «Трибунал»                        | Евері Брукс       | Білл Діал                                                    | 5 червня 1994      |
| 26    | 46         | «The Jem'Hadar» «Джем’Хадар»                 | Кім Фрідман       | Айра Стівен Бер                                              | 12 червня 1994     |

Сезон 3 (1994—1995)
| № п/п | № в сезоні | Назва                                        | Режисер          | Сценарист                                             | Оригінальний показ |
| ----- | ---------- | -------------------------------------------- | ---------------- | ----------------------------------------------------- | ------------------ |
| 1     | 47         | «The Search, Part I» «Пошук-1»               | Кім Фрідман      | Айра Стівен Бер, Роберт Хевіт Вольф, Рональд Д.Мур    | 26 вересня 1994    |
| 2     | 48         | «The Search, Part II» «Пошук-2»              | Джонатан Фрейкс  | Айра Стівен Бер, Роберт Хевіт Вольф                   | 3 жовтня 1994      |
| 3     | 49         | «The House of Quark» «Дім Кварка»            | Лес Ландау       | Рональд Д.Мур, Том Бенко                              | 10 жовтня 1994     |
| 4     | 50         | «Equilibrium» «Рівновага»                    | Кліфф Бол        | Крістофер Тейдж, Рене Ечевварія                       | 17 жовтня 1994     |
| 5     | 51         | «Second Skin» «Друга натура»                 | Лес Ландау       | Роберт Хевіт Вольф                                    | 24 жовтня 1994     |
| 6     | 52         | «The Abandoned» «Підкидьок»                  | Евері Брукс      | Д. Томас Майо, Стів Ворнек                            | 31 жовтня 1994     |
| 7     | 53         | «Civil Defense» «Цивільна оборона»           | Реза Бадій       | Майк Крон                                             | 7 листопада 1994   |
| 8     | 54         | «Meridian» «Меридіан»                        | Джонатан Фрейкс  | Марк Геред-О’Коннел, Хіларі Бадер, Еван Карлос Сомерс | 14 листопада 1994  |
| 9     | 55         | «Defiant» «Дефайєнт»                         | Джонатан Фрейкс  | Рональд Д.Мур                                         | 21 листопада 1994  |
| 10    | 56         | «Fascination» «Захоплення»                   | Евері Брукс      | Айра Стівен Бер, Джеймс Крокер, Філіп Лазебнік        | 21 листопада 1994  |
| 11    | 57         | «Past Tense, Part I» «Минулі часи-1»         | Реза Бадій       | Айра Стівен Бер, Роберд Хевіт Вольф, Рене Ечеварія    | 2 січня 1995       |
| 12    | 58         | «Past Tense, Part II» «Минулі часи-2»        | Джонатан Фрейкс  | Айра Стівен Бер, Роберд Хевіт Вольф, Рене Ечеварія    | 9 січня 1995       |
| 13    | 59         | «Life Support» «Життєзабезпечення»           | Реза Бадій       | Рональд Д. Мур, Крістіан Форд, Роджер Соффер          | 30 січня 1995      |
| 14    | 60         | «Heart of Stone» «Серце-камінь»              | Александр Сінгер | Айра Стівен Бер, Роберт Хевіт Вольф                   | 6 лютого 1995      |
| 15    | 61         | «Destiny» «Доля»                             | Лес Ландау       | Девід С. Кохен, Мартін А. Вінер                       | 13 лютого 1995     |
| 16    | 62         | «Prophet Motive» «Справжні мотиви»           | Рене Обержонуа   | Айра Стівен Бер, Роберт Хевіт Вольф                   | 20 лютого 1995     |
| 17    | 63         | «Visionary» «Фантазер»                       | Реза Бадій       | Ітан Х. Кларк, Джон Ширлі                             | 27 лютого 1995     |
| 18    | 64         | «Distant Voices» «Віддалені голоси»          | Александр Сінгер | Ітан Х. Кларк, Джон Ширлі                             | 10 квітня 1995     |
| 19    | 65         | «Through the Looking Glass» «Крізь дзеркало» | Вінріх Колб      | Айра Стівен Бер, Роберт Хевіт Вольф                   | 17 квітня 1995     |
| 20    | 66         | «Improbable Cause» «Неймовірна причина»      | Евері Брукс      | Роберт Ледерман, Девід Р. Лонг, Рене Ечеварія         | 24 квітня 1995     |
| 21    | 67         | «The Die is Cast» «Не здаватися»             | Девід Лівінгстон | Рональд Д. Мур                                        | 1 травня 1995      |
| 22    | 68         | «Explorers» «Дослідники»                     | Кліфф Бол        | Рене Ечеварія, Хіларі Дж. Бадер                       | 8 травня 1995      |
| 23    | 69         | «Family Business» «Сімейна справа»           | Рене Обержонуа   | Айра Стівен Бер, Роберт Хевіт Вольф                   | 15 травня 1995     |
| 24    | 70         | «Shakaar» «Шакаар»                           | Джонатан Вест    | Гордон Доусон                                         | 22 травня 1995     |
| 25    | 71         | «Facets» «Грані»                             | Кліфф Бол        | Рене Ечеварія                                         | 12 червня 1995     |
| 26    | 72         | «The Adversary» «Супротивник»                | Александр Сінгер | Айра Стівен Бер, Роберт Хевіт Вольф                   | 12 червня 1995     |

Сезон 4 (1995—1996)
| № п/п | № в сезоні | Назва                                            | Режисер          | Сценарист                                                       | Оригінальний показ |
| ----- | ---------- | ------------------------------------------------ | ---------------- | --------------------------------------------------------------- | ------------------ |
| 1     | 73         | «The Way of the Warrior, Part I» «Шлях воїна-1»  | Джеймс Л. Конвей | Айра Стівен Бер, Роберт Хевіт Вольф                             | 2 жовтня 1995      |
| 2     | 74         | «The Way of the Warrior, Part II» «Шлях воїна-2» | Джонатан Фрейкс  | Айра Стівен Бер, Роберт Хевіт Вольф                             | 2 жовтня 1995      |
| 3     | 75         | «The Visitor» «Відвідувач»                       | Девід Лівігстон  | Майкл Тейлор                                                    | 9 жовтня 1995      |
| 4     | 76         | «Hippocratic Oath» «Клятва Гіппократа»           | Рене Обержонуа   | Ніколас Кореа, Ліза Клінк                                       | 16 жовтня 1995     |
| 5     | 77         | «Indiscretion» «Необережність»                   | ЛеВар Бартон     | Тоні Марберрі, Джек Тревіно, Ніколас Кореа                      | 23 жовтня 1995     |
| 6     | 78         | «Rejoined» «Воз'зєднання»                        | Евері Брукс      | Рене Ечеварія, Рональд Д. Мур                                   | 30 жовтня 1995     |
| 7     | 79         | «Starship Down» «Небезпека для корабля»          | Александр Сінгер | Девід Мак, Рональд Д. Мур                                       | 6 листопада 1995   |
| 8     | 80         | «Little Green Men» «Маленькі зелені чоловічки»   | Джеймс Л. Конвей | Тоні Марбері, Джек Тревіно, Айра Стівен Бер, Роберт Х'юїт Вольф | 14 листопада 1995  |
| 9     | 81         | «The Sword of Kahless» «Меч Кейлесса»            | ЛеВар Бартон     | Річард Данус, Ханс Беймлер                                      | 20 листопада 1995  |
| 10    | 82         | «Our Man Bashir» «Наша людина Башир»             | Вінріх Колб      | Рональд Д.Мур                                                   | 1 листопада 1995   |
| 11    | 83         | «Homefront» «Передній фронт»                     | Девід Лівінгстон | Айра Стівен Бер, Роберд Х'юїт Вольф                             | 1 січня 1996       |
| 12    | 84         | «Paradise Lost» «Втрачений рай»                  | Реза Бадій       | Айра Стівен Бер, Ханс Беймлер, Рональд Д. Мур                   | 8 січня 1996       |
| 13    | 85         | «Crossfire» «Перехресний вогонь»                 | Лес Ландау       | Рене Ечеварія                                                   | 29 січня 1996      |
| 14    | 86         | «Return to Grace» «Повернення до слави»          | Джонатан Вест    | Том Бенко, Ханс Беймлер                                         | 5 лютого 1996      |
| 15    | 87         | «Sons of Mogh» «Сини Мога»                       | Девід Лівінгстон | Рональд Д. Мур                                                  | 12 лютого 1996     |
| 16    | 88         | «Bar Association» «Профсілка барменів»           | ЛеВар Бартон     | Барбара Лі, Дженіфер А. Лі, Роберт Х'юїт Вольф, Айра Стівен Бер | 19 лютого 1996     |
| 17    | 89         | «Accession» «Доступ»                             | Лес Ландау       | Джейн Еспенсон                                                  | 26 лютого 1996     |
| 18    | 90         | «Rules of Engagement» «Закон зобов'язання»       | ЛеВар Бартон     | Рональд Д. Мур, Бредлі Томпсон, Девід Віддлі                    | 8 квітня 1996      |
| 19    | 91         | «Hard Time» «Важкі часи»                         | Александр Сінгер | Роберт Х'юїт Вольф, Даніель Кейс Моран, Лінн Баркер             | 15 квітня 1996     |
| 20    | 92         | «Shattered Mirror» «Розбите дзеркало»            | Джеймс Л. Конвей | Айра Стівен Бер, Ханс Беймлер                                   | 22 квітня 1996     |
| 21    | 93         | «The Muse» «Муза»                                | Девід Лівінгстон | Рене Ечеварія, Меджел Барретт                                   | 29 квітня 1996     |
| 22    | 94         | «For the Cause» «Причина»                        | Джеймс Л. Конвей | Рональд Д. Мур                                                  | 6 травня 1996      |
| 23    | 95         | «To the Death» «Щоби померти»                    | ЛеВар Бартон     | Айра Стівен Бер, Роберт Хевіт Вольф                             | 13 травня 1996     |
| 24    | 96         | «The Quickening» «Швидка смерть»                 | Рене Обержонуа   | Нарен Шанкар                                                    | 20 травня 1996     |
| 25    | 97         | «Body Parts» «Частини тіла»                      | Евері Брукс      | Лоіс П. ДеСантис, Роберт Дж. Болівар, Ханс Беймлер              | 10 червня 1996     |
| 26    | 98         | «Broken Link» «Зруйнований зв'язок»              | Евері Брукс      | Джордж А. Брозак, Айра Стівен Бер, Роберт Х'юїт Вольф           | 17 червня 1996     |

Сезон 5 (1996—1997)
| № п/п | № в сезоні | Назва                                                                                    | Режисер                  | Сценарист                                                                        | Оригінальний показ |
| ----- | ---------- | ---------------------------------------------------------------------------------------- | ------------------------ | -------------------------------------------------------------------------------- | ------------------ |
| 1     | 98         | «Apocalypse Rising» «Прелюдія до апокаліпсису»                                           | Джеймс Л. Конвей         | Айра Стівен Бер, Роберт Хевіт Вольф                                              | 30 вересня 1996    |
| 2     | 99         | «The Ship» «Зореліт»                                                                     | Кім Фрідман              | Пем Віггінтон, Рік Касон, Ханс Беймлер                                           | 7 жовтня 1996      |
| 3     | 100        | «Looking for par'Mach in All the Wrong Places» «Шукайте Па-Мач всюди, де тільки можливо» | Ендрю Робінсон           | Рональд Д. Мур                                                                   | 14 жовтня 1996     |
| 4     | 101        | «... Nor the Battle to the Strong» «... Краще за хорошу війну»                           | Кім Фрідман              | Бріс Р. Паркер, Рене Ечеварія                                                    | 21 жовтня 1996     |
| 5     | 102        | «The Assignment» «Призначення»                                                           | Аллан Крокер             | Девід Р.Лонг, Роберт Лідеман, Девід Віддл, Бредлі Томпсон                        | 28 жовтня 1996     |
| 6     | 103        | «Trials and Tribble-ations» «Випробування тріблами»                                      | Джонатан Вест            | Айра Стівен Бер, Ханс Беймлер, Роберт Х'юїт Вольф, Рональд Д. Мур, Рене Ечеварія | 4 листопада 1996   |
| 7     | 104        | «Let He Who Is Without Sin ...» «Вкажіть того, хто сам без гріха»                        | Рене Обержонуа           | Айра Стівен Бер, Роберт Х'юїт Вольф                                              | 11 листопада 1996  |
| 8     | 105        | «Things Past» «Забуті речі»                                                              | Левар Бартон             | Майкл Тейлор                                                                     | 18 листопада 1996  |
| 9     | 106        | «The Ascent» «Сходження»                                                                 | Аллан Крокер             | Айра Стівен Бер, Роберт Х'юїт Вольф                                              | 25 листопада 1996  |
| 10    | 107        | «Rapture» «Захоплення»                                                                   | Джонатан Вест            | Л. Дж. Сторм, Ханс Беймлер                                                       | 30 грудня 1996     |
| 11    | 108        | «The Darkness and the Light» «Світло і Пітьма»                                           | Майкл Веяр               | Рональд Д. Мур, Браян Фуллер                                                     | 6 січня 1997       |
| 12    | 109        | «The Begotten» «Батьківство»                                                             | Джесус Сальвадор Тревіно | Рене Ечеварія                                                                    | 27 січня 1997      |
| 13    | 110        | «For the Uniform» «За честь мундира»                                                     | Віктор Лобл              | Пітер Аллан Філдс                                                                | 3 лютого 1997      |
| 14    | 111        | «In Purgatory's Shadow» «В тіні чистилища»                                               | Габріель Беамонт         | Айра Стівен Бер, Роберт Хевіт Вольф                                              | 10 лютого 1997     |
| 15    | 112        | «By Inferno's Light» «Пекельне світло»                                                   | Лес Ландау               | Айра Стівен Бер, Роберт Х'юїт Вольф                                              | 17 лютого 1997     |
| 16    | 113        | «Doctor Bashir, I Presume?» «Доктор Башир, я гадаю?»                                     | Девід Лівінгстон         | Рональд Д. Мур, Джиммі Діггс                                                     | 24 лютого 1997     |
| 17    | 114        | «A Simple Investigation» «Просте розслідування»                                          | Джон Т. Кетчмер          | Рене Ечеварія                                                                    | 31 березня 1997    |
| 18    | 115        | «Business as Usual» «Звичайний бізнес»                                                   | Сіддіг Ел Фаділ          | Бредлі Томпсон, Девід Відлі                                                      | 7 квітня 1997      |
| 19    | 116        | «Ties of Blood and Water» «Кровний зв'язок»                                              | Евері Брукс              | Едмунд Ньютон, Робін Л. Слокум, Роберт Х'юїт Вольф                               | 14 квітня 1997     |
| 20    | 117        | «Ferengi Love Songs» «Любовні пісні ференги»                                             | Рене Обержонуа           | Айра Стівен Бер, Ханс Беймлер                                                    | 21 квітня 1997     |
| 21    | 118        | «Soldiers of the Empire» «Солдати імперії»                                               | Левар Бартон             | Рональд Д. Мур                                                                   | 28 квітня 1997     |
| 22    | 119        | «Children of Time» «Діти часу»                                                           | Алан Крокер              | Гері Холланд, Ітан Е. Клак                                                       | 5 травня 1997      |
| 23    | 120        | «Blaze of Glory» «Полум'я слави»                                                         | Кім Фрідман              | Айра Стівен Бер, Роберт Х'юїт Вольф                                              | 12 травня 1997     |
| 24    | 121        | «Empok Nor» «Емпок Нор»                                                                  | Майк Веяр                | Браян Фуллер, Ханс Беймлер                                                       | 19 травня 1997     |
| 25    | 122        | «In the Cards» «Картка»                                                                  | Майкл Дорн               | Рональд Д. Мур                                                                   | 9 червня 1997      |
| 26    | 123        | «Call to Arms» «Заклик до зброї»                                                         | Алан Крокер              | Айра Стівен Бер, Роберт Хевіт Вольф                                              | 16 червня 1997     |

Сезон 6 (1997—1998)
| № п/п | № в сезоні | Назва                                                                   | Режисер                  | Сценарист                                                     | Оригінальний показ |
| ----- | ---------- | ----------------------------------------------------------------------- | ------------------------ | ------------------------------------------------------------- | ------------------ |
| 1     | 123        | «Time to Stand» «Час, що завмер»                                        | Алан Крокер              | Айра Стівен Бер, Ханс Беймлер                                 | 29 вересня 1997    |
| 2     | 124        | «Rocks and Shoals» «Гори і болота»                                      | Майк Веяр                | Рональд Д. Мур                                                | 6 жовтня 1997      |
| 3     | 125        | «Sons and Daughters» «Сини і дочки»                                     | Джесус Сальвадор Тревіно | Бредлі Томпсон, Девід Віддле                                  | 13 жовтня 1997     |
| 4     | 126        | «Behind the Lines» «За лінією фронту»                                   | Левар Бартон             | Рене Ечеварія                                                 | 20 жовтня 1997     |
| 5     | 127        | «Favor the Bold» «Ціна доблесті»                                        | Вінрі Колб               | Айра Стівен Бер, Ханс Беймлер                                 | 27 жовтня 1997     |
| 6     | 128        | «Sacrifice of Angels» «Жертва ангелів»                                  | Вінрі Колб               | Айра Стівен Бер, Ханс Беймлер                                 | 3 листопада 1997   |
| 7     | 129        | «You Are Cordially Invited ...» «Ви сердечно запрошені ...»             | Девід Лівінгстон         | Рональд Д. Мур                                                | 10 листопада 1997  |
| 8     | 130        | «Resurrection» «Воскресіння»                                            | Левар Бартон             | Майкл Тейлор                                                  | 17 листопада 1997  |
| 9     | 131        | «Statistical Probabilities» «Статистична ймовірність»                   | Енсон Вільямс            | Рене Ечеварія                                                 | 24 листопада 1997  |
| 10    | 131        | «The Magnificent Ferengi» «Чудовий ференгі»                             | Чіп Чалмерс              | Айра Стівен Бер, Ханс Беймлер                                 | 1 січня 1998       |
| 11    | 132        | «Waltz» «Вальс»                                                         | Рене Обержонуа           | Рональд Д. Мур                                                | 1 січня 1998       |
| 12    | 133        | «Who Mourns for Morn?» «Хто оплаче Морна?»                              | Віктор Лобл              | Марк Гехред-О'Коннелл                                         | 4 лютого 1998      |
| 13    | 134        | «Far Beyond the Stars» «Далеко за зірками»                              | Евері Брукс              | Марк Скотт Зікрі, Айра Стівен Бер, Ханс Беймлер               | 11 лютого 1998     |
| 14    | 135        | «One Little Ship» «Один маленький кораблик»                             | Алан Крокер              | Девід Віддл, Бретлі Томпсон                                   | 18 лютого 1998     |
| 15    | 136        | «Honor Among Thieves» «Вкрадена честь»                                  | Алан Істман              | Рене Ечеварія, Філіп Кім                                      | 25 лютого 1998     |
| 16    | 137        | «Change of Heart» «Зрада серця»                                         | Девід Лівінгстон         | Рональд Д. Мур                                                | 4 березня 1998     |
| 17    | 138        | «Wrongs Darker than Death or Night» «Брехня темніше, ніж смерть в ночі» | Джонатан Вест            | Айра Стівен Бер, Ханс Беймлер                                 | 1 квітня 1998      |
| 18    | 139        | «Inquisition» «Інквізиція»                                              | Майкл Дорн               | Бредлі Томпсон, Девід Віддл                                   | 8 квітня 1998      |
| 19    | 140        | «In the Pale Moonlight» «В місячному світлі»                            | Віктор Лобл              | Майкл Тейлор, Пітер Аллан Філдс                               | 15 квітня 1998     |
| 20    | 141        | «His Way» «Його шлях»                                                   | Аллан Крокер             | Айра Стівен Бер, Ханс Беймлер                                 | 22 квітня 1998     |
| 21    | 142        | «The Reckoning» «Розрахунок»                                            | Джесус Сальвадор Тревіно | Девид Віддл, Бредлі Томпсон, Гаррі Верксман, Габріель Стентон | 29 квітня 1998     |
| 22    | 143        | «Valiant» «Доблесний»                                                   | Майк Веяр                | Рональд Д. Мур                                                | 6 травня 1998      |
| 23    | 144        | «Profit and Lace» «Прибуток і мереживо»                                 | Александр Сіддіг         | Айра Стівен Бер, Ханс Беймлер                                 | 13 травня 1998     |
| 24    | 145        | «Time's Orphan» «Сирота часу»                                           | Аллан Крокер             | Бредлі Томпсон, Девід Віддле, Джо Меноскі                     | 20 травня 1998     |
| 25    | 146        | «The Sound of Her Voice» «Звук її голосу»                               | Вінріх Колб              | Рональд Д. Мур, Пем Петрофорт                                 | 10 червня 1998     |
| 26    | 147        | «Tears of the Prophets» «Сльози пророків»                               | Аллан Крокер             | Айра Стівен Бер                                               | 17 червня 1998     |

Сезон 7 (1997—1998)
| № п/п | № в сезоні | Назва                                                                 | Режисер          | Сценарист                                        | Оригінальний показ |
| ----- | ---------- | --------------------------------------------------------------------- | ---------------- | ------------------------------------------------ | ------------------ |
| 1     | 148        | «Image in the Sand» «Малюнки на піску»                                | Лес Ландау       | Айра Стівен Бер, Ханс Беймлер                    | 30 вересня 1998    |
| 2     | 149        | «Shadows and Symbols» «Тіні й символи»                                | Аллан Крокер     | Айра Стівен Бер, Ханс Беймлер                    | 7 жовтня 1998      |
| 3     | 150        | «Afterimage» «Нарис»                                                  | Лес Ландау       | Рене Ечеварія                                    | 14 жовтня 1998     |
| 4     | 151        | «Take Me Out to the Holosuite» «Відправте мене в голограму»           | Чіп Чалмерс      | Рональд Д. Мур                                   | 21 жовтня 1998     |
| 5     | 152        | «Chrysalis» «Лялечка»                                                 | Джонатан Вест    | Рене Ечеварія                                    | 27 жовтня 1997     |
| 6     | 153        | «Treachery, Faith, and the Great River» «Віра, зрада, і Велика Річка» | Стів Позі        | Девід Віддле, Бредлі Томпсон, Філіп Кім          | 4 листопада 1998   |
| 7     | 154        | «Once More Unto the Breach» «Ще раз про порушення»                    | Аллан Крокер     | Рональд Д. Мур                                   | 11 листопада 1998  |
| 8     | 155        | «The Siege of AR-558» «Блокада AR-558»                                | Вінрі Колб       | Айра Стівен Бер, Ханс Беймлер                    | 18 листопада 1998  |
| 9     | 156        | «Covenant» «Договір»                                                  | Джон Кретчмер    | Рене Ечеварія                                    | 25 листопада 1998  |
| 10    | 157        | «It's Only a Paper Moon» «Всього лише паперовий місяць»               | Енсон Вільямс    | Девід Мак, Джон Дж. Ордовер                      | 30 грудня 1998     |
| 11    | 158        | «Prodigal Daughter» «Щедра ніч»                                       | Віктор Лобл      | Бредлі Томпсон                                   | 6 січня 1999       |
| 12    | 159        | «The Emperor's New Cloak» «Новий плащ імператора»                     | ЛеВар Бартон     | Айра Стівен Бер, Ханс Беймлер                    | 3 лютого 1999      |
| 13    | 160        | «Field of Fire» «Зона вогню»                                          | Тоні Доу         | Роберт Х'юїт Вольф                               | 10 лютого 1999     |
| 14    | 161        | «Chimera» «Химера»                                                    | Стів Позі        | Рене Ечеварія                                    | 17 лютого 1999     |
| 15    | 162        | «Badda-Bing Badda-Bang» «Бадда-бінг, бадда-банг»                      | Майк Веяр        | Айра Стівен Бер, Ханс Беймлер                    | 24 лютого 1999     |
| 16    | 163        | «Inter Arma Enim Silent Leges» «Перед зброєю змовкає закон»           | Девід Лівінгстон | Рональд Д. Мур                                   | 3 березня 1999     |
| 17    | 164        | «Penumbra» «Напівтінь»                                                | Стів Позі        | Рене Ечеварія                                    | 14 квітня 1999     |
| 18    | 165        | «Til Death Do Us Part» «Поки смерть не розлучить нас»                 | Вінріх Колб      | Бредлі Томпсон, Девід Віддлі                     | 14 квітня 1999     |
| 19    | 166        | «Strange Bedfellows» «Дивні хлопці»                                   | Рене Обержонуа   | Рональд Д. Мур                                   | 21 квітня 1999     |
| 20    | 167        | «The Changing Face of Evil» «Мінливе лице зла»                        | Майк Веяр        | Айра Стівен Бер, Ханс Беймлер                    | 28 квітня 1999     |
| 21    | 168        | «When It Rains...» «Коли йде дощ»                                     | Майкл Дорн       | Рене Ечеварія, Спайк Стейнгассер                 | 5 травня 1999      |
| 22    | 169        | «Tacking Into the Wind» «Ширяючий вітром»                             | Майк Веяр        | Рональд Д. Мур                                   | 12 травня 1999     |
| 23    | 170        | «Extreme Measures» «Надзвичайні заходи»                               | Стів Позі        | Бредлі Томпсон, Девід Віддле                     | 19 травня 1999     |
| 24    | 171        | «The Dogs of War» «Пси війни»                                         | Евері Брукс      | Рональд Д. Мур, Рене Ечеварія, Пітер Аллан Філдс | 26 травня 1999     |
| 25—26 | 172—173    | «What You Leave Behind» «Те, що ти втрачаєш»                          | Аллан Крокер     | Айра Стівен Бер, Ханс Беймлер                    | 2 червня 1999      |